# I Spit on Your Grave
I Spit on Your Grave je americký nezávislý horor žánru rape and revenge z roku 2010. Jedná se o remake kultovního a kontroverzního stejnojmenného filmu, který měl premiéru v roce 1978. Režisérem je Steven R. Monroe a hlavní postavu mladé spisovatelky Jennifer Hillsové ztvárnila Sarah Butlerová.

## Děj
Dvacetipětiletá americká spisovatelka Jennifer Hillsová (Sarah Butlerová) hodlá strávit několik dalších měsíců na samotě, kde by ráda vytvořila novou knihu. Po příjezdu do vesnice ji starý správce Earl (Tracey Walter) poskytuje klíče od jezerní chaty a vydává se k cíli. Cestou si zajede, zastaví se pro radu u benzínové pumpy, kde na ni jeden z mladých pumpařů Johnny (Jeff Branson) v žertu činí sexuální narážky. Reaguje však vtipně a před kamarády jej pokoří.
Klid u jezera v hlubokém lese se jeví jako ideální místo pro odpočinek a psaní. Brzy se však porouchá toaleta, kterou přijíždí opravit mentálně zaostalý mladík Matthew (Chad Lindberg). Parta čtyř kluků od pumpy tráví volný čas u jezera perverzní zábavou spočívající v natáčení drsných videí, při nichž zabíjejí zvířata. Taky si utahujou z Matthewa, jenž tvrdí, že dostal za úspěšně odvedenou opravu pusu a rozhodují se s mladou slečnou intimněji seznámit.
V noci spisovatelka nejdříve najde mrtvého ptáka na terase. Následně ji bavící se parta přepadne. Ve vstupní hale je obklíčena a začíná drsná úchylná hra. Pod hrozbou fyzického násilí musí plnit Johnnyho příkazy, v úzkosti naznačuje felaci alkoholové láhve a hlavně zbraně. Stanley (Daniel Franzese) si během celého představení pořizuje videozáznam. V jedné chvíli se jí podaří utéct do lesa, v němž naráží na šerifa Storcha (Andrew Howard) a správce objektu. Policista je udiven šokující výpovědí, hochy zná od mala a nikdy nic zvláštního nezaznamenal. S dívkou odjíždí zpět do chaty sjednat pořádek, ale uvnitř nikoho nenachází. Zajišťuje však velké zásoby alkoholu a joint se stopami rtěnky. Spisovatelka chápe, že se dostala do pozice nevěrohodné osoby. Podrobuje se nepříjemné osobní prohlídce, v jejímž rámci cítí intimní osahávání. Do domu se náhle vrací skupina kluků a následuje překvapivé zjištění. Samotný šerif je hlavou perverzní a brutální bandy.
Hra začíná. Jennifer musí cenit zuby a řehtat jako klisna, hrubým násilím je přinucena k sexu. Zaostalý Matthew, sám donucený ke své první souloži, ji pak znásilní.
Zmatená a polonahá vychází z chaty do lesa, kde ji šerif análně zneužije a Johnny ji nutí k orálnímu sexu. Vyčerpaná vstává a s celou skupinou v zádech míří deprivovaná k mostu. Storch hodlá celou hru ukončit jejím zastřelením. Jennifer však skáče do řeky a ztrácí se pod hladinou. Podél břehů nastává několikadenní bezvýsledné pátrání po těle.
Spisovatelka se objevuje po jednom měsíci. Celou dobu se schovávala v lesní ruině, jedla hmyz a další dostupnou potravu. Připravovanou odplatu navrhla ve formě stejné „drsné hry“ vůči těm, kteří ji praktikovali na ni. Starému správci Earlovi šerif nejprve zdůvodnil její zmizení náhlým odjezdem. Ten mu však jednoho večera telefonicky sděluje, že se na dívku vyptála kamáradka, protože je nezvěstná. Storch tak správce zastřelí na lovu.
První, komu se dívka zjevuje je zaostalý Matthew. Jako jediný má výčitky svědomí a celé události lituje. V domě, kde ji znásilnil, spisovatelku vidí na pohovce. Zatímco se vyznává z hříchů, ona jej začíná škrtit pomocí provazu a poté mu podává hypnotika.
Stanley ji spatřuje v lese během pátrání po těle, vydává se za ní. Chytá se do nastražené pasti na medvědy. Na pomoc přibíhá Andy, jenž dostává tvrdý úder baseballovou pálkou do hlavy a upadá do bezvědomí. Stanley je v sedě přivázán ke kůlu. Dívka začíná tzv. rybařit. Evertuje mu víčka propíchnutými háčky a napnuté vlasce nechávají oční koule stále otevřené. Z batohu vyndavá rybu, jejíž vnitřnosti rozetře po těle a obličeji. Za okamžik se slétávají havrani, kteří mu vyklovou oči. Vše si natáčí na Stanleyho kameru, na kterou si on nahrával znásilnění. Andy se probouzí natažený na prknech prázdné vany. Je svázaný s rukama za zády, v poloze ležícího hlavou dolů. Vana se začíná plnit vodou. Jennifer jej začíná topit, opět stejným způsobem, který praktikoval v lese, když ji nořil hlavu do louže. Následně do vody přidává silný louh a zkouší jak dlouho udrží hlavu nad hladinou. Hlava mu za okamžik klesá do vany a zásada rozežírá obličej s jazykem, což končí smrtí.
Vzpurný Johny stojí nahý uprostřed ruiny. Je svázaný a má zařízlou uzdu v ústech. Dívka za ni tahá, chce slyšet řehtání a vidět zuby, které kleštěmi vytrhává. Jízlivě ho upozorňuje, že se vzpurní koníci kastrují. Bere velké nůžky na živý plot, odstřihává penis a strká mu jej do pusy. Odchází a nechává ho vykrvácet.
Poté navštěvuje rodinu šerifa. Těhotná manželka se domnívá, že se jedná o novou soukromou učitelku dcery. Novinu telefonuje manželovi do auta a předává mu ji k rozhovoru. Když se slečna představuje jménem Jennifer Hillsová, Storch se vyděsí a okamžitě obrací vůz k domovu. Zjišťuje, že spisovatelka již dceru odvezla pryč, snad na dětské hřiště. V panice se tam vydává, nikoho však nenalézá. Usedá zpět do policejního vozu, když se dívka zjevuje na zadní sedačce. Následuje prudká rána heverem do šerifovy hlavy, po které upadá do bezvědomí. Probouzí se v lesní ruině v předklonu přivázaný ke stolu. Hlavní policejní kulovnice je poté análně znásilněn. Spisovatelka přivazuje na spoušť zbraně provázek, jehož druhý konec obtáčí kolem zápěstí omámeného Matthewa. Ten dosud seděl nepozorován pod přehozem v místnosti. Storch začíná prosit o život, modlí se a snaží se o urovnání situace. Naléhá na propuštění, protože manželka čeká druhé dítě. Žádá, aby se jeho andílkovi, tak nazývá dceru, nic nestalo. Jennifer však bez emocí odchází z domu a ironicky poznamenává, aby se nesnažil probudit Matthewa. Usedá venku a slyší sprosté šerifovy nadávky na její osobu. Retardovaný mladík se probouzí, ne zcela orientován hýbe rukou a vychází výstřel, jenž zabíjí oba dva poslední členy party.
Posledním záběrem je pohled na sedící Jennifer, která má ve tváři náznak zlomyslného zadostiučinění.

## Obsazení
| Sarah Butlerová          | Jennifer Hillsová |
| Chad Lindberg            | Matthew           |
| Daniel Franzese          | Stanley           |
| Rodney Eastman           | Andy              |
| Jeff Branson             | Johnny            |
| Andrew Howard            | Storch            |
| Tracey Walter            | Earl              |
| Mollie Milliganová       | paní Storchová    |
| Saxon Sharbino           | Chastity          |
| Amber Dawnová Landrumová | dívka u pumpy     |

## Distribuce
Studio CineTel Films naplánovalo celosvětovou premiéru v kinech na rok 2010. Film byl poprvé uveden 1. května 2010 v Sheraton Grand Hotelu texaského Irvingu během texaského víkendu strašidelných můr a posléze jako součást Film4 Frightfest 29. srpna 2010. Kanadská předpremiéra proběhla v rámci Fantasia Festivalu 28. července 2010, s účastí všech herců v hlavních rolích i autora předlohy Meira Zarchiho, režiséra původního hororu Plivu na tvůj hrob. Ve Spojených státech byl snímek uveden v omezené distribuci 8. října 2010.
V USA, Kanadě, Austrálii, Spojeném království a na Novém Zélandu je film distribuován společností Anchor Bay Entertainment. DVD a Blu-ray nosiče byly ve Spojených státech vydány 8. února 2011. DVD navíc obsahuje hlasovou nahrávku režiséra Monroea, vystříhané scény a trailery.